# Флит-Штегелиц
Флит-Штегелиц (њем. Flieth-Stegelitz) општина је у њемачкој савезној држави Бранденбург. Једно је од 34 општинска средишта округа Укермарк. Према процјени из 2010. у општини је живјело 660 становника. Посједује регионалну шифру (AGS) 12073157.

## Географски и демографски подаци
Флит-Штегелиц се налази у савезној држави Бранденбург у округу Укермарк. Општина се налази на надморској висини од 41 метра. Површина општине износи 46,6 km². У самом мјесту је, према процјени из 2010. године, живјело 660 становника. Просјечна густина становништва износи 14 становника/km².